# Sargento ayudante

Insignia de suboficial ayudante del Ejército Argentino

Sargento ayudante (SA) es un rango militar del Ejército Argentino.
Es el anteúltimo grado del escalafón de suboficiales del Ejército Argentino, siendo el rango inmediato superior del sargento primero y el inmediato inferior al suboficial principal. Asimismo, es el segundo rango de la categoría de suboficiales superiores.
Equivale al grado de suboficial primero en la Armada Argentina y al de suboficial ayudante en la Fuerza Aérea Argentina.